# دالة الرفاه الاجتماعي
في اقتصاديات الرفاهية ونظرية الخيار الاجتماعي، دالة الرفاه الاجتماعي - وتسمى أيضًا الترتيب الاجتماعي أو التصنيف أو المنفعة أو دالة الاختيار - هي دالة تصنف مجموعة من الحالات الاجتماعية حسب مدى استصوابها. تأخذ دالة الرفاه الاجتماعي نتيجتين محتملتين، ثم تجمع بين تفضيلات كل شخص لتحديد النتيجة التي يعتبرها المجتمع ككل أفضل. يمكن أن تتضمن مدخلات الدالة أي متغيرات تؤثر على رفاهية المجتمع.